# District de Jalagash
Le  district de Jalagash (en kazakh : Жалағаш ауданы) est un district de l'oblys de Kyzylorda au Kazakhstan.

## Géographie
Son centre administratif est la localité de Jalagash. 

## Démographie
En 2013, la population est estimée à 36 481 habitants.